# Cleora indiga
Cleora indiga là một loài bướm đêm trong họ Geometridae.